# Zastava Falklandskih otokov
Modra barva na zastavi Falklandskih otokov predstavlja morje, britanska zastava v levem zgornjem kotu pa britansko kolonijo.

## Grb
Ovca predstavlja ovčerejo, črte so vodovje, z ladjo je prišel na otoke odkritelj ter geslo pomeni »želite si pravico« (angleško Desire the right).